# Taglib
Bani Taghlib o Taghlib Ibn Wa'il (en árabe: تغلب بن وائل/ بني تغلب) era una tribu árabe grande y poderosa de Mesopotamia y el norte de Arabia. Del mismo linaje que los Adnanitas, que también incluía a las tribus de Bakr, Anizzah, Banu Hanifa Ibn Wa'il y Anz (en el sur de Arabia Saudita).
La tierra ancestral de la tribu era la región del Najd, en el centro de Arabia, antes de migrar hacia el norte hasta la llanura de la Mesopotamia superior en el siglo VI. Se dice que la tribu sostuvo una guerra de cuarenta años con la tribu Bakr, conocida como la Guerra de los Basus (494-534), donde venció la tribu Taghlib. La tribu era conocida por ser mayoritariamente cristiana, y fue famosa por su tamaño y su fuerza en relación con las otras tribus. Incluso fue dicho por genealogistas árabes clásicos que "si no hubiese sido por el Islam, Taghlib habría devorado a los demás árabes." 
Durante esta época, de acuerdo con las fuentes clásicas árabes, la tribu produjo poetas como Amr ibn Kulthum, a quién está atribuido uno de los muy respetados siete poemas colgados de la Arabia preislámica, de versos vanidosos y grandilocuentes sobre las glorias de su tribu, la oda de Ibn Kulthum se convirtió en ejemplo de la hipérbole árabe. 
Taghlib fue una de las pocas tribus árabes que no aceptaron el islam en los tiempos de Mahoma, ni durante el gobierno de sus sucesores inmediatos. Después de la muerte del profeta, Tághlib llegó a un acuerdo pagando un impuesto al califa reinante, para seguir siendo cristianos. El impuesto fue denominado “sadaqa” (en árabe صدقة, limosna), a diferencia del impuesto que se cobró en tiempos posteriores denominado “jizia” (جزية).
Durante la época omeya, el miembro más famoso de la tribu fue el poeta Al-Akhtal, que sigue siendo considerado como uno de los mejores poetas árabes de la época clásica, y que compuso odas en la mejor tradición beduina.
Durante la época de la dinastía abasí, algunas secciones de la tribu comenzaron a convertirse al islam con la esperanza de obtener más poder político dentro del imperio musulmán. La dinastía hamdanida que gobernó en el norte de Irak y en Siria durante el siglo X, se decía descendiente de Taghlib.
La tribu Taghlib fue una de las que dio origen a los modernos pobladores del sur de Irak y proximidades, anclada la sede de su fe en Antioquía. Al igual que los sirios ortodoxos y los patriarcados de rito bizantino, se negaron a los dictados de Constantinopla. 
Poco a poco, al parecer, la tribu se fue asentando en las poblaciones del norte de Mesopotamia, donde algunas familias siguen reivindicando ser descendientes de Taghlib hasta el día de hoy. Mientras que los integrantes de la tribu que permanecieron nómadas, pueden haber sido absorbidos por las tribus de la rama de Anizzah. Aunque genealógicamente los Taghlib nunca se unieron con Anizzah, ya que los descendientes de la primera se encuentran en la tribu de Dawasir, mientras que los descendientes de Anizzah son los Anizzah Ibn Assad.